# Palacio de los Serrano
El Palacio de los Serrano (también denominado Palacio Los Serrano) es un inmueble de la ciudad española de Ávila que actualmente supone la sede de Fundación Ávila. Construido a mediados del siglo XVI, cuenta con el estatus de bien de interés cultural. Constituye una de las edificaciones civiles más interesantes de la ciudad de Ávila. De estilo renacentista, se trata de una construcción en piedra granítica, con mampostería en la fachada y sillería en vanos, portada y esquinas.

## Historia
Llamado antiguamente “Mansión señorial de los Serrano”, el palacio fue construido en 1557 por mandato de Pedro Álvarez Serrano, regidor de Ávila y su mujer Leonor Zapata, según consta en la inscripción de la fachada.
Ha tenido diferentes usos a lo largo del tiempo, como salas de actividades de la Jefatura Provincial del Movimiento de la Sección Femenina, sede del Gobierno Civil, fue una de las primeras sedes de la Caja de Ahorros y Monte de Piedad de Ávila, sede de la Diputación de Ávila.

## Situación y arquitectura
La puerta y la fachada principal comunican con uno de los espacios extramuros de más calidad de la ciudad de Ávila: dos tranquilas plazas, la de Italia y los Nalvillos, unidas por la iglesia románica de Santo Tomé el Viejo y donde se encuentra también el Palacio de los Deanes. A este espacio se abren las principales salas y espacios representativos del palacio.
La fachada posterior se encuentra ubicada en la Calle San Segundo y presenta, una imagen contemporánea, diferente a la de la fachada principal.
El Palacio, de clara mentalidad renacentista, presenta al exterior una estructura atípica en las casas señoriales abulenses, consecuencia de la agrupación de varios edificios. Tiene una fachada en ángulo en la actual Plaza de Italia y abarca, además, otras casas a la entrada de la calle Estrada.
Sus materiales alternan el granito, la mampostería y la piedra de sillería para esquinas y vanos, los cuales se distribuyen de manera homogénea con grandes balcones flanqueados por pilastras y remontados con cornisas en los pisos bajo y principal y pequeñas ventanas, asimismo con pilastras en el ático.
La casa conserva un jardín interior o “vergel”, llamado jardín del Mediodía y una espléndida bóveda de medio cañón en lo que fueran bodegas y que hoy conforman una de las salas de exposiciones.
El proyecto inicial no llegó nunca a concluirse, interrumpiéndose las obras en el lado este del Patio, en la actualidad puede verse una nueva edificación. La propiedad estuvo marcada por escudos de la familia Serrano en las esquinas del recinto, hoy aún son visibles dos de ellos.

## Actualidad
Fue inaugurado oficialmente el 30 de octubre de 2003 por su Majestad D. Juan Carlos I Rey de España. Ha sido rehabilitado y galardonado con el premio BEX Award 2006. También fue galardonado en 2012 con el segundo premio del Concurso de Accesibilidad convocado por el Colegio Oficial de Arquitectos de Madrid y la ONCE.
Hoy en día es un Espacio Cultural que acoge una amplia variedad de talleres de formación que abarcan diferentes áreas como literatura, informática, plástica, medio ambiente, grabado, etc.
La Dirección General de Bellas Artes, Archivos y Bibliotecas, por Resolución de 27 de abril de 1982, acordó incoar procedimiento de declaración del palacio como monumento histórico-artístico. Retomado más adelante el expediente para su resolución, se procedió a continuar la tramitación del expediente como bien de interés cultural con categoría de Monumento. El proceso culminó el 21 de julio de 2022, con la publicación del acuerdo el día 25 de ese mismo mes en el Boletín Oficial de Castilla y León.